# Свач
Свач је био средњовјековно утврђење на стијени изнад Шаског језера, сјевероисточно од Улциња, код села Шас, на подручју данашње Црне Горе. Био је један од значајнијих градова у средњовјековној Дукљи, односно Доњој Зети.

## Историја
Почетком 10. вијека, шира област око Свача још увијек је била изван домашаја византијске Драчке теме, која је према сјеверу допирала само до града Љеша. До значајних промјена дошло је средином истог вијека, у вријеме настанка познатог историографског списа De administrando imperio, када је Драчка тема поред Љеша већ увелико обухватала и градове Улцињ и Бар, што значи да се и област око оближњег Свача у то вријеме морала налазити у опсегу византијске власти.
Око 1185. године, српски велики жупан Стефан Немања протјерао је византијску власт из српског приморја, чиме је и Свач ушао у састав државе Немањића. У то вријеме, већ је постојала римокатоличка Свачка бискупија, чији је бискуп Доминик учествовао у раду Барског црквеног сабора (1199), на коме је извршено озваничење Барске надбискупије.
Монголи су га разорили 1241. године и побили становништво, но послије овога Свач се поново подигао. Француски путник Брокард га помиње 1336. године као један од градова Латина (католичких Срба), не и Албанаца. Иван Јастребов цитира Фарлатија који пише да се латинизовање у Албанији није примало, да није било лако ширити латинство у грчким земљама, као међу Србима. Од краја 14. вијека пропада, 1406. године помиње се као село, а његов епископ моли Венецију да утврди и зидовима опаше његово мјесто, као што је то било раније. Град је ковао свој новац.
Утврђење Свач је било опасано зидовима са кулама а према југу је било природно неприступачно, јер се стијене спуштају стрмо према језеру, са те стране постоји једна стаза којом се силазило до воде и уз коју има трагова капије. Главни улаз у утврђење је са сјеверне стране, из подграда. Одмах поред улаза налази се Катедрала светог Јована која је према натпису на фасади зидана 1300. године. С обзиром на фрагменте узидане у западни зид, могуће да је на истом мјесту постојала старија црква, па да су је вјероватно Монголи срушили. Апсида цркве је убачена у приземље старије куле од које се сачувао и спрат. Осим цркве св. Јована у склопу сјеверног градског зида налазе се остаци још једне мање цркве, као и једне споља поред бедема. У самом граду има остатака зграда за становање од којих су неке очуване врло добро. Пошто је град у 15. вијеку већ пуст сигурно је да сви његови дијелови припадају средњем вијеку.
Сјеверно од утврђења налазе се трагови подграда између остатака цркава којих укупно у Свачу има осам. У подграду је најдоминантнија црква св. Марије, подигнута вјероватно послије 1300. године.

## Галерија
- Свач, црква Св. Марије (почетак XIV вијека).
- Свач, катедрала Св, Јована: A) Основа, B)Подужни пресек.